# Chamberet
Chamberet este o comună în departamentul Corrèze din centrul Franței. În 2009 avea o populație de 1.318 de locuitori.

## Evoluția populației
| An        | 1975  | 1982  | 1990  | 1999  | 2006  | 2009  |
| --------- | ----- | ----- | ----- | ----- | ----- | ----- |
| Populație | 1.415 | 1.470 | 1.376 | 1.304 | 1.319 | 1.318 |